# Wannsee, 1942
Wannsee, 1942 est le second tome du cycle I de Sir Arthur Benton. Cette série BD d'espionnage est composée de deux cycles,. Le premier cycle commence avec la montée du nazisme et se termine à la fin de la Seconde Guerre mondiale (1930-1945).

## Auteurs
- Scénario : Tarek
- Dessins et couleurs : Stéphane Perger

## Synopsis

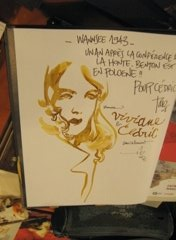
Une dédicace de Stéphane Perger lors du salon du livre de Caen en 2007

De la conférence de Wannsee - où les modalités de la mise en œuvre de la solution finale sont précisées -, au ghetto juif de Varsovie, le colonel de la Taille, alias Marchand espion français, suit à la trace les agissements de son pire ennemi : Sir Arthur Benton. Celui-ci se retrouve dans la résistance malgré lui car il ne souhaite pas abandonner sa mission malgré la défaire française de 1940. Le BCRA remplace le 2e bureau dans sa lutte dans l'ombre contre les Nazis et les ennemis de la France libre. Des résistants allemands et polonais soutiennent la lutte du réseau Marchand tout comme le SOE qui mène une guerre psychologique et de terreur dans les territoires conquis par les Nazis.

## Thèmes de la BD

### La défaite de 1940
- La drôle de guerre : le second tome n'aborde pas ce sujet précisément, mais plutôt ses conséquences sur les services secrets.
- Les premiers résistants
- La résistance en Allemagne
- De Gaulle et le ralliement de certains agents du 2e Bureau
- Londres, ville de la France libre

### Varsovie en 1943

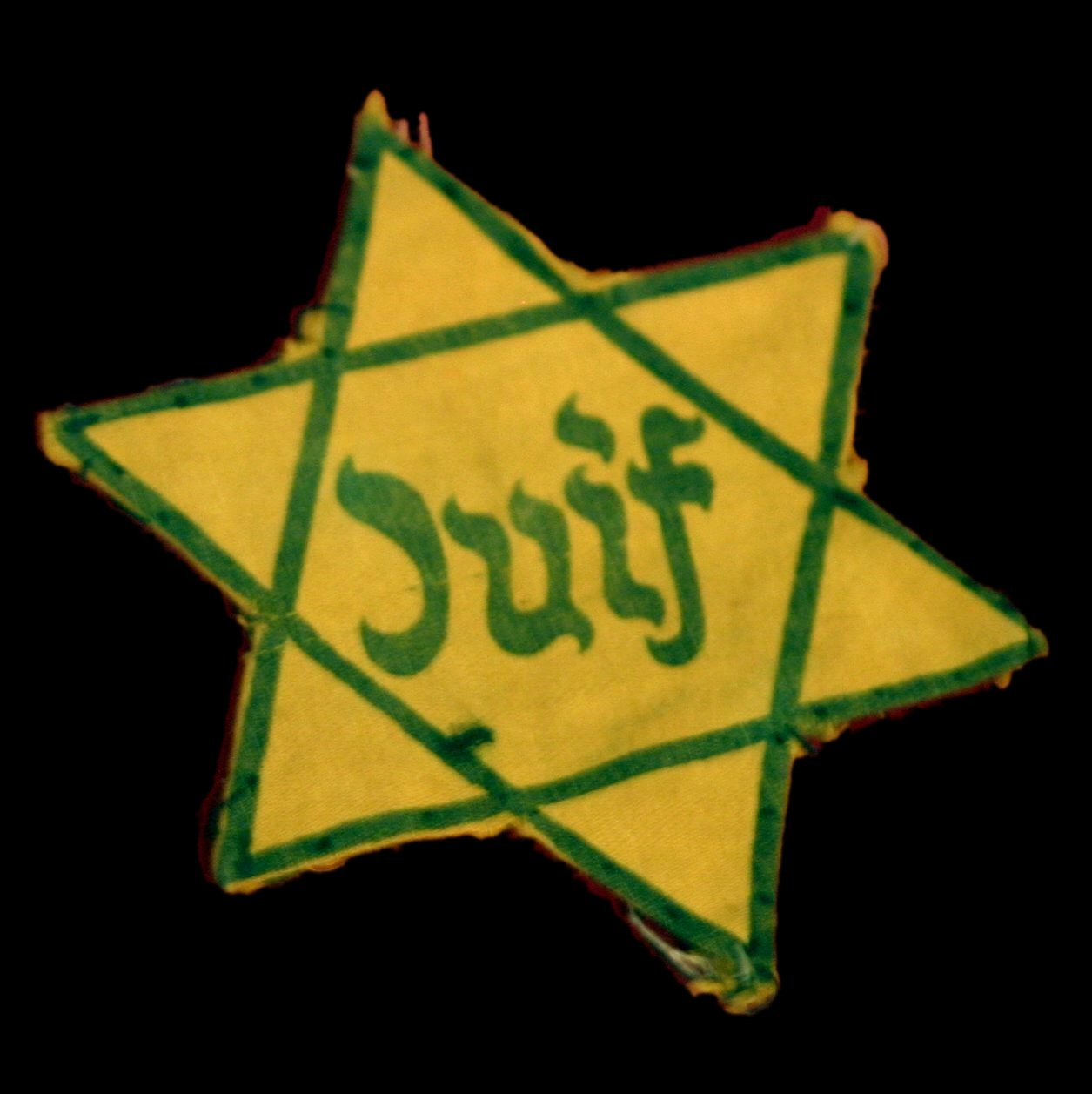
Étoile jaune portée par les Juifs en France

## Autres tomes
1. Opération Marmara - 2005
2. L’Assaut final - 2006

## Récompenses
- Prix du festival, Rouans 2006
- Album de l’année, Caen 2006
- Album de l’année, Vannes 2006
- Scénario d’or, Brignais 2006
- nommé au prix saint Michel de la presse, Bruxelles 2006
- nommé au prix saint Michel de l’avenir, Bruxelles 2006
- nommé au prix du meilleur album, Chambéry 2006

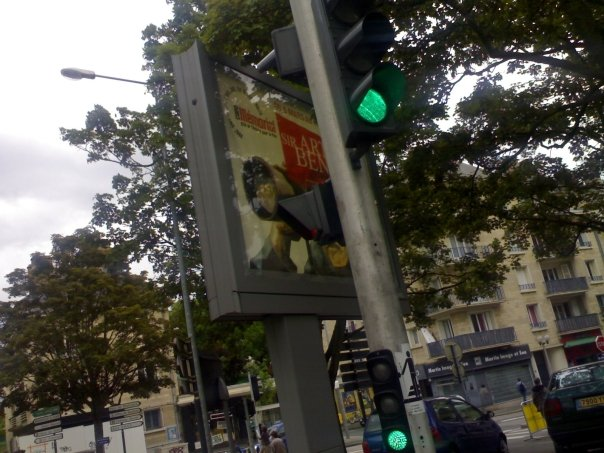
Exposition de Sir Arthur Benton au mémorial de Caen en 2008

- nommé au prix du meilleur scénario, Chambéry 2006

## Expositions
- Académie de l'Ardèche depuis 2006[4]
- librairie des Champs libres à Rennes, 2007
- Mémorial de Caen, 2008[5],[6],[7],[8]
- Salon de Faches-Thumesnil, 2009[9]

## Éditeur
- Emmanuel Proust (Collection Trilogie) novembre 2006

## Annexes

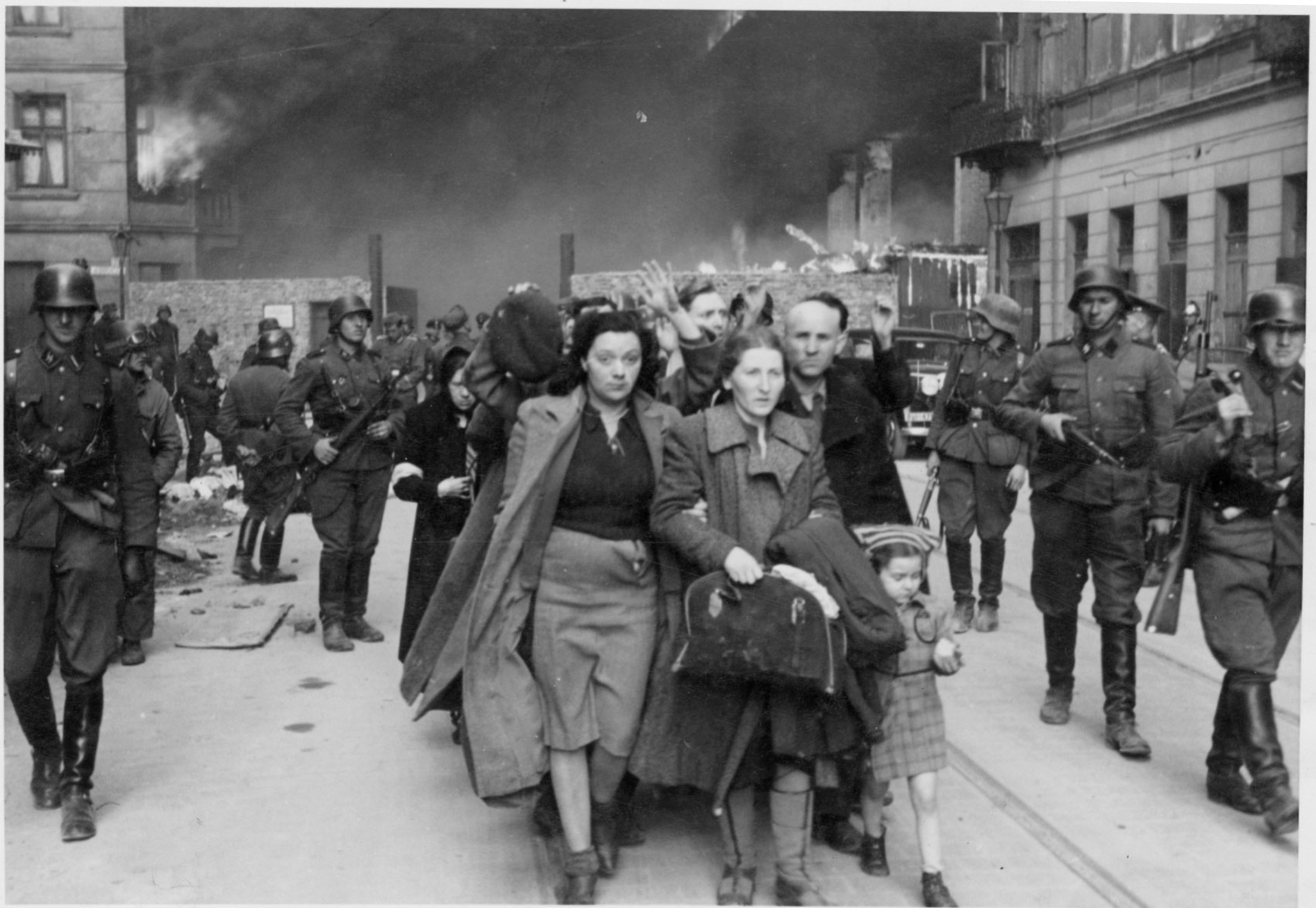
Troupes allemandes conduisant des juifs à la déportation après le soulèvement (1943)